# Puntius ambassis
Puntius ambassis är en fiskart som först beskrevs av Day, 1869.  Puntius ambassis ingår i släktet Puntius och familjen karpfiskar. IUCN kategoriserar arten globalt som otillräckligt studerad. Inga underarter finns listade i Catalogue of Life.